# Lincoln (município)
Lincoln é um partido da província de Buenos Aires, na Argentina. Possuía, de acordo com estimativa de 2019, 42.302 habitantes.